# 1996年アトランタオリンピックのギリシャ選手団
1996年アトランタオリンピックのギリシャ選手団（1996ねんアトランタオリンピックのギリシャせんしゅだん）は、1996年7月19日から8月4日にかけてアメリカ合衆国のジョージア州アトランタで開催された1996年アトランタオリンピックのギリシャ選手団、およびその競技結果。

## 概要
今大会は金メダル4個、銀メダル個、合計8個のメダルを獲得した。

## メダル
| メダル | 選手名                     | 競技 | 種目       |
| ------ | -------------------------- | ---- | ---------- |
| 金     | イオアニス・メリサニディス | 体操 | 男子ゆか   |
| 銀     | ニキ・バコイヤーニ         | 陸上 | 女子走高跳 |